# فقه الجهاد (كتاب)
كتاب فقه الجهاد لمؤلفه يوسف القرضاوي، ويعرض الكتاب مفهوم الجهاد في الإسلام،

## نبذة عن الكتاب
يبحث الكتاب في هذا الموضوع بشكل مفصل، في جذوره ورده إلى أصوله من نصوص القرآن والسنة، وإعادة قرائتها وتدبرها وفقهها في الأصول الدينية، والمقاصد الشرعية، والقواعد المرعية، والمسلمات العلمية والعملية، والرجوع إلى أقوال المتقدمين، والموازنة بينها، وترجيح الراجح منها، وعدم الاكتفاء بالأقوال الشائعة على الألسن، فكثيرا ما تشيع بعض الآراء وتنشر وتشتهر، حتى ليحسب القارئ أنها الرأي الوحيد ولا رأي غيره، فإن قرأ وتوسع، وراجع ووازن، تبين له أن في الأمر خلافا كبيرا، وأن الأمر الشائع ربما لم يكن هو الأقوى والأصوب. ومنهج في هذا الكتاب يقوم على جملة عناصر أساسية.
- أولاً الاعتماد أساسا على القرآن
- ثانياً اعتماد السنة
- ثالثا الاعتراف من بحر الفقه كله
- رابعا المقارنة بين الإسلام وغيره من الأديان والقوانين
- خامسا، الربط بالواقع المعاصر.

## توجه الكاتب
صدَر هذا الكتاب في مجلَّدين كبيرين، تناول فيه مؤلِّفه قضيةً مهمة في الفِكر الإسلامي الحديث؛ وهي قضية الجهاد. ومؤلِّف الكتاب الشيخ يوسف القرضاوي، وله كتابات متعدِّدة، وقد رأس العديدَ مِن الهيئات ومراكز البحث، وهو عضو في أكثر من هيئة أكاديميَّة للدِّراسات الإسلاميَّة، ورئيس الاتحاد العالمي لعلماء المسلمين.

## عرض الكتاب
تألَّف الكتاب من جزأين كبيرين، تضمَّنَا مقدِّماتٍ وتَعريفات أوليَّةً، وعشرةَ أبواب، وخاتمة، وأُتبعت بتِسعة ملاحق؛ ونظرًا لكِبر حجم الكتاب فإنَّا نكتفي في هذا العرض المختصر بعرض أبواب الكتاب، وهي كالتالي
- الباب الأوَّل: حقيقة الجهاد ومفهومه وحُكمه
- الباب الثاني: أنواع الجهاد ومراتبه
- الباب الثالث: الجهاد بين الدِّفاع والهجوم (مناقشة أدلَّة الفريقين من الهُجوميِّين والدِّفاعيِّين)
- الباب الرابع: أهداف الجهاد (القتالي) في الإسلام
- الباب الخامس: منزلة الجهاد، وخَطر القعود عنه، وإعداد الأمَّة له
- الباب السادس: جيش الجهاد الإسلامي؛ واجباته، وآدابه، ودستوره
- الباب السابع: بماذا ينتهي القتال؟
- الباب الثامن: ماذا بعدَ القتال؟
- الباب التاسع: القتال داخل الدائرة الإسلاميَّة
- الباب العاشر: الجهاد وقضايا الأمَّة
- خاتمة: تتضمَّن ما انتهى إليه من الترجيحات الفقهيَّة، والاستنباطات الاجتهاديَّة، والتحقيقات العلميَّة، والوقفات التحليليَّة في كتابه (فقه الجهاد)

ثم أتبعه بتِسعة ملاحق ليست من أصل الكتاب

## نقد الكتاب
لقدْ أحْدث هذا الكتاب منذ صُدوره دويًّا كبيرًا في الساحة الفِكريَّة المعاصِرة، وصدَرت عنه دراسات، وعُقدتْ له ندوات وحَلقات، وتباينتْ رُدود الأفعال تُجاهه؛ بيْن مادح مفرِط في الإطراء، وبين ذامٍّ وناقِم ومنتقِد، وبيْن وسط متوازن.